# Microthamnium viscidulum
Microthamnium viscidulum là một loài Rêu trong họ Hypnaceae. Loài này được (Hampe) Mitt. mô tả khoa học đầu tiên năm 1869.